# بيل كلاين
بيل كلاين (بالإنجليزية: Bill Cline)‏ هو لاعب كرة قدم كندية أمريكي، ولد في 2 سبتمبر 1943 في فالديس في الولايات المتحدة.

## وصلات خارجية
- بيل كلاين على موقع JustSportsStats.com (الإنجليزية)